# Corinna selysi
Corinna selysi là một loài nhện trong họ Corinnidae.
Loài này thuộc chi Corinna. Corinna selysi được Philip Bertkau miêu tả năm 1880.